# Jean Chappe d’Auteroche

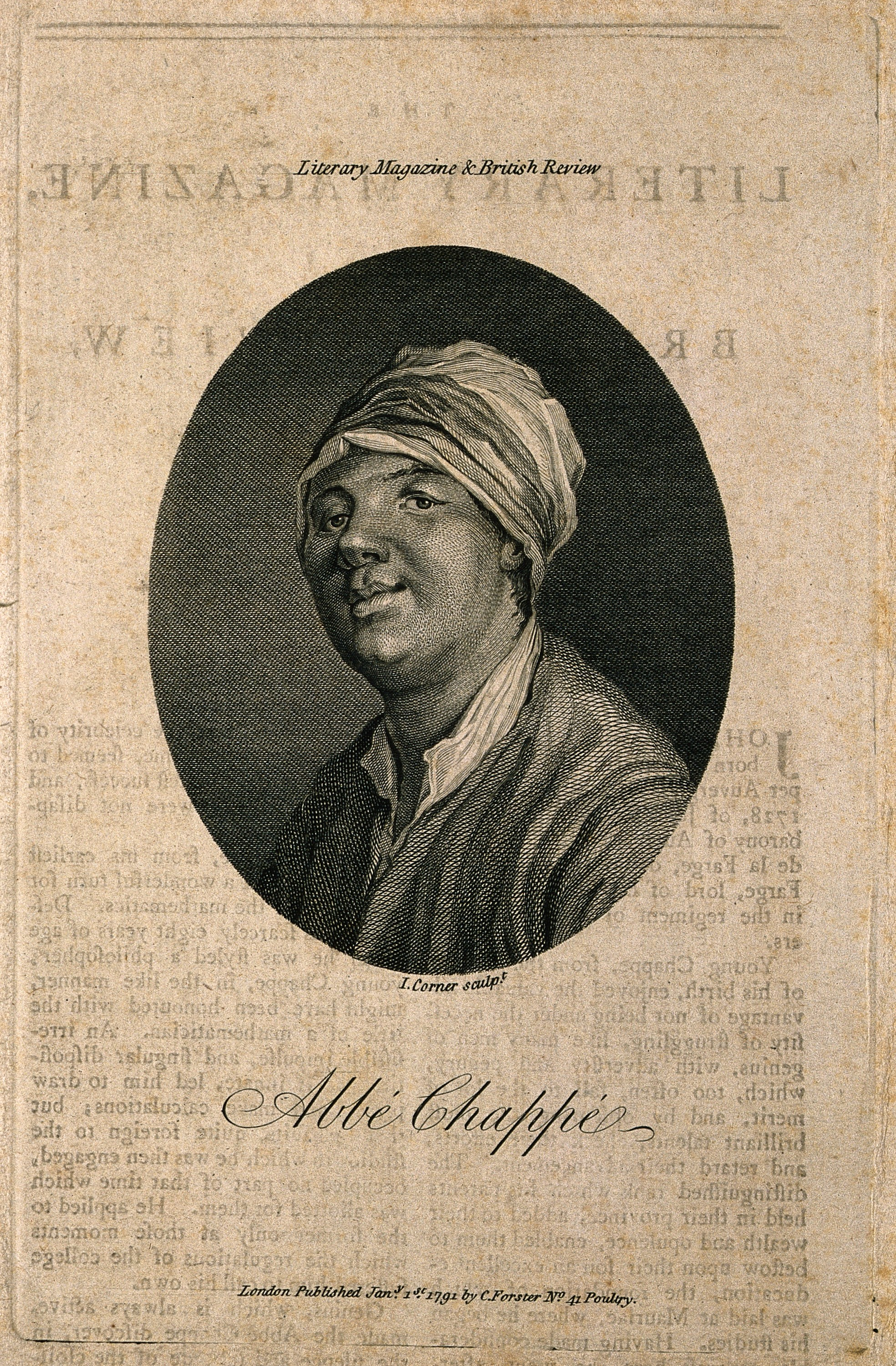
Jean Chappe d’Auteroche, 1791

Jean Chappe d’Auteroche (* 23. März 1728 in Mauriac, Auvergne; † 1. August 1769 in San José del Cabo, Mexiko) war ein französischer Astronom. Er beobachtete 1761 und 1769 Venusdurchgänge vor der Sonne.

## Leben
Jean Chappe d’Auteroche entstammte einer in der Auvergne beheimateten Adelsfamilie und war der Onkel von Claude Chappe. Von Jesuiten erzogen, wurde er zuerst Geistlicher, widmete sich dann aber vorzugsweise dem Studium der Astronomie. Er gab 1752 eine französische Übersetzung des ersten, die Sonne und den Mond betreffenden Teils der astronomischen Tafeln Halleys mit bedeutenden Zusätzen und erläuternden Anmerkungen heraus und übernahm in den folgenden Jahren die Aufsicht über die Vermessung verschiedener Gegenden in Lothringen. 1759 nahm ihn die Académie des sciences als stellvertretendes Mitglied auf; er ersetzte in dieser Funktion Lalande, der ordentliches Mitglied geworden war.
1760 erhielt Chappe von der Académie des sciences den Auftrag, in Tobolsk in Sibirien den nächsten der äußerst seltenen Venusdurchgänge vor der Sonne zu beobachten, den Halley auf den 6. Juni 1761 bestimmt hatte. Er verließ im November 1760 Paris und machte sich auf seine beschwerliche Mission. Zuerst begab er sich nach Sankt Petersburg und reiste von dort in nur einem Monat per Schlitten nach Tobolsk, wo er mit seinen Instrumenten am 10. April 1761 ankam. Nach der raschen Errichtung eines kleinen Observatoriums und der Durchführung einer Positionsbestimmung vermochte er am folgenden 6. Juni dank klaren Himmels den gesamten Venustransit zu beobachten, den er in der Schrift Mémoire du passage de Vénus sur le soleil, avec des observations sur l’astronomie et la déclinaison de la boussole faites à Tobolsk, en Sibérie (Sankt Petersburg, 1762) beschrieb. Er bereiste auch einen beträchtlichen Teil des asiatischen Russlands, hielt sich längere Zeit in Tobolsk und Kasan auf und kam im August 1762 in sein Vaterland zurück.
Chappe verfasste eine Reisebeschreibung über seine Mission nach Sibirien (Voyage en Sibérie, fait par ordre du roi en 1761, contenant les mœurs, les usages des Russes et l’état actuel de cette puissance, la description géographique et le nivellement de la route de Paris à Tobolsk …, 3 Bde., Paris 1768, mit einem Atlas von 29 Karten), die nicht nur astronomische, sondern auch länderkundlich interessante Nachrichten enthält. Der Verfasser erzählt viele unbedeutende Kleinigkeiten, und seinen Berichten von Russlands Verfassung, Volkssitten, Religionswesen u. a. wurde wenig Vertrauen entgegengebracht. Gegen seine Behauptungen, dass Russland mehr Moraste und Wüsten als bevölkerte Städte und fruchtbare Gefilde habe, richtete sich eine der Kaiserin Katharina II. und Schuwalow zugeschriebene Broschüre (Antidote, ou Examen du mauvais livre superbement imprimé, intitulé: Voyage au Sibérie …, fait en 1761, par l’abbé Chappe, 2 Bde., Sankt Petersburg 1770–71; 2 Bde., Amsterdam 1771–72). Eine andere Kritik erschien unter dem Titel Lettre d’un style franc et loyal, à auteur du Journal encyclopédique (1771). Dagegen sind die auf Autopsie beruhenden physischen und technischen Bemerkungen Chappes, die Beschreibung der Stadt Tobolsk u. a. brauchbar. Der letzte Band enthält eine Übersetzung von Krascheninnikows Beschreibung von Kamtschatka aus dem russischen Original.
Die erduldeten Mühseligkeiten seiner Sibirienreise hielten Chappe nicht ab, um sich wenige Jahre später auf Veranlassung der Académie des sciences in Begleitung der spanischen Marinesoldaten und Astronomen Vicente Doz und Salvador Médina, des Zeichners Alexandre Jean Noël u. a. nach Baja California im heutigen Mexiko zu begeben, um dort im heißen Sommer am 3. Juni 1769 einen zweiten Venustransit vor der Sonne zu beobachten. Er konnte diese Aufgabe auch wunschgemäß ausführen und sich darüber hinaus von einer epidemischen Krankheit erholen, verschob aber seine Abreise, um noch eine totale Mondfinsternis zu beobachten, erlitt einen Rückfall und starb am 1. August 1769.

„Mit vielem Leidwesen hat man erfahren, daß der berühmte Abt Chappe d'Auteroche, Mitglied der Pariser Akademie der Wissenschaften, welcher nach der Südsee geschickt war, um daselbst den Durchgang der Venus zu beobachten, bey seiner Rückkunft in Californien, in dem Dorfe St. Joseph, einige Meilen von Cap St. Luc, an einer inflammatorischen und epidemischen Krankheit, gestorben ist. Auch alle diejenigen, welche diesen Mann begleiteten, sollen durch dieselbe Krankheit hingerissen worden seyn, nur ein einziger ausgenommen, der jedoch ebenfalls angesteckt, und zu der Zeit, da die Nachricht ausgegangen, dem Tode schon sehr nahe gewesen ist. Die Observation des Abts ist zwar, wie man versichert, den 3. Junii geschehen; allein man weiß nicht, ob die Papiere erhalten worden sind.“

Der einzige Überlebende der Mission, der Ingenieurgeograph Pauli, brachte die von Chappe gemachten Notizen zurück und übergab sie am 7. Dezember 1770 an César François Cassini de Thury.

„Endlich, da er sich seinem Ende nahe fühlete, legte er seine Handschriften in ein Kästchen, stellete es dem Hrn. Pauli zu, mit dem Auftrage, dasselbe der Academie selbst zu überreichen, und verschied hierauf am 1sten August, wie es schien, mit dem Troste und der Beruhigung, daß durch seinen Tod die Früchte seiner Reise nicht verlohren gehen würden.“

Cassini de Thury gab sie als Voyage en Californie, pour l’observation du passage de Vénus sur le disque du soleil, au 3 juin 1769, contenant les observations de ce phénomène, et la description historique de la route de l’auteur à travers du Mexique (Paris 1772) heraus. Lalande bestimmte hieraus die Sonnenparallaxe zu 8,5″.
Von 1760 bis 1768 hatte Chappe in den Mémoires de l’Académie des sciences mehrere Abhandlungen veröffentlicht, u. a. Observations astronomiques faites à Bitche (1760), Sur la théorie de deux comètes (1760), Extrait du voyage en Sibérie (1761), Observations de Mercure (1764).
Der Mondkrater Chappe wurde 1994 nach ihm benannt.